# Marija Jakowlewna Barmitsch
Marija Jakowlewna Barmitsch (russisch Мария Яковлевна Бармич; * 26. April 1934 im Sapoljarny rajon im Autonomen Kreis der Nenzen (NAO) in der Malosemelskaja-Tundra; † 27. November 2023 in St. Petersburg) war eine sowjetische bzw. russische Linguistin und Hochschullehrerin nenzischer Herkunft.

## Leben
Barmitsch besuchte die siebenjährige Schule (Abschluss 1949) und dann die Pädagogik-Schule in Narjan-Mar mit Abschluss 1953. Nach zwei Jahren Arbeitstätigkeit wurde sie Studentin des Leningrader Herzen-Instituts für Pädagogik. Nach dem Studiumsabschluss 1960 arbeitete sie als Komsomol-Ausbilderin und Lehrerin der Pädagogik-Schule in Igarka.
Nach dem Abschluss der Aspirantur am Herzen-Institut 1967 blieb sie dort als Assistentin. Sie wurde Dozentin und Leiterin des Lehrstuhls für Uralische Sprachen und deren Didaktik. Als Dissertation  verteidigte sie 1969 ihr Lexikon des Nenzisch-Dialekts der Kanin-Nenzen mit Erfolg für die Promotion zur Kandidatin der philologischen Wissenschaften. Schließlich war sie Professorin des Lehrstuhls für Uralische Sprachen, Folklore und Literatur des Instituts der Völker des Nordens der aus dem Herzen-Institut entstandenen Staatlichen Pädagogischen Herzen-Universität St. Petersburg.
Barmitsch wurde Russlands führende Lexikologin der Samojedischen Sprachen und verfasste Lehrbücher für Schüler und Studenten. Sie entwickelte ein Alphabet für die Sprache der Wald-Nenzen, was 1993 zur Schriftsprache mit Fibel und Wörterbuch für diesen Dialekt führte.
Ab 1998 war Barmitsch auch Professorin des Lehrstuhls für Kultur und Ethnopädagogik des Instituts für Umschulung und Berufliche Entwicklung (IPPK) des Autonomen Kreises der Nenzen in  Narjan-Mar. Jährlich führte sie in Narjan-Mar, Salechard und Dudinka Seminare und Fortbildungskurse für Lehrer der Nenzisch-Schulen durch. Der nenzische Politiker Grigori Ledkow ist ein Schüler Barmitschs.
Nach langer Krankheit starb Barmitsch am 27. November 2023 in St. Petersburg.

## Ehrungen, Preise
- Medaille „Veteran der Arbeit“ (1988)[2]
- Ehrenprofessorin der Staatlichen Pädagogischen Herzen-Universität St. Petersburg (1997)
- Ehrenurkunde der Staatsduma des Autonomen Kreises der Jamal-Nenzen (2007)
- Verdienstzeichen des Autonomen Kreises Taimyr (2013)